# Satz von Ramsey (Mengenlehre)
Der Satz von Ramsey ist ein von F. P. Ramsey im Jahre 1929 bewiesener Satz aus dem mathematischen Gebiet der Mengenlehre. Er verallgemeinert die einfache Tatsache, dass bei einer Zerlegung einer unendlichen Menge in endlich viele Teilmengen wenigstens eine dieser Teilmengen ebenfalls unendlich sein muss.

## Formulierung des Satzes
Ist {\displaystyle A} eine unendliche Menge, so bezeichne {\displaystyle [A]^{n}} die Menge aller {\displaystyle n}-elementigen Teilmengen von {\displaystyle A}. Zerlegt man {\displaystyle [A]^{n}} in endlich viele Teilmengen, so muss eine der Teilmengen wieder unendlich sein. Darüber hinaus kann man folgende stärkere Aussage aufstellen, die als Satz von Ramsey bekannt ist:
- Ist {\displaystyle \omega } die Menge der natürlichen Zahlen und ist {\displaystyle [\omega ]^{n}=X_{1}\cup \ldots \cup X_{m}} eine Zerlegung in {\displaystyle m} Teilmengen, wobei {\displaystyle m} und {\displaystyle n} natürliche Zahlen seien, so gibt es ein {\displaystyle j\in \{1,\ldots ,m\}} und eine unendliche Teilmenge {\displaystyle H\subset \omega } mit {\displaystyle [H]^{n}\subset X_{j}}.

## Bemerkungen
Teilmengen von {\displaystyle [\omega ]^{n}} der Form {\displaystyle H^{n}} nennt man homogen. Nach dem Satz von Ramsey gilt also, dass jede Zerlegung von {\displaystyle [\omega ]^{n}} in endlich viele Teilmengen, wenigstens eine unendliche homogene Teilmenge enthält. 
Der Fall {\displaystyle n=1} reduziert sich auf die in der Einleitung genannte Tatsache, dass bei einer Zerlegung einer unendlichen Menge in endlich viele Teilmengen wenigstens eine dieser Teilmengen ebenfalls unendlich sein muss.
{\displaystyle \omega } ist der Prototyp einer Menge der Mächtigkeit {\displaystyle \aleph _{0}} (siehe Aleph-Funktion) und kann im Satz von Ramsey natürlich durch jede andere Menge dieser Mächtigkeit ersetzt werden. Ist {\displaystyle A} eine Menge der Mächtigkeit {\displaystyle \aleph _{1}}, so könnte man in Analogie zu obigem Satz fragen, ob bei einer Zerlegung der Menge {\displaystyle [A]^{n}} in {\displaystyle m} Teilmengen wenigstens eine der Zerlegungsmengen eine homogene Teilmenge der Mächtigkeit {\displaystyle \aleph _{1}} enthalten muss. Für {\displaystyle n=1} lautet die Antwort natürlich ja, aber schon für {\displaystyle m=n=2} muss sie verneint werden. Die Existenz von Kardinalzahlen {\displaystyle \kappa >\aleph _{0}}, so dass bei einer Zerlegung von {\displaystyle [\kappa ]^{2}} in zwei Teilmengen wenigstens eine dieser Teilmengen eine homogene Teilmenge der Mächtigkeit {\displaystyle \kappa } umfassen muss, lässt sich in der ZFC-Mengenlehre nicht beweisen. Solche Kardinalzahlen nennt man schwach-kompakt und deren Nicht-Existenz ist zumindest relativ konsistent, das heißt, wenn die ZFC-Mengenlehre widerspruchsfrei ist, dann ist sie auch zusammen mit dem zusätzlichen Axiom der Nicht-Existenz schwach-kompakter Kardinalzahlen widerspruchsfrei.